# 鏽鬚鮫
鏽鬚鮫（学名：Nebrius ferrugineus），又名光鱗鯊、翅沙、褐色護士鯊，为鬚鮫目鏽鬚鮫科光鱗鯊屬下的一个种，於1831年由勒内-普里梅韦勒·莱松描述及命名。
其种加词“ferrugineus”意为“锈色的”、“深红色的”。